# Kiama
Kiama là một chi nhện trong họ Cyrtaucheniidae.

## Các loài
Het geslacht kent de volgende soort:
- Kiama lachrymoides Main & Mascord, 1969